# Josef Pedarnig

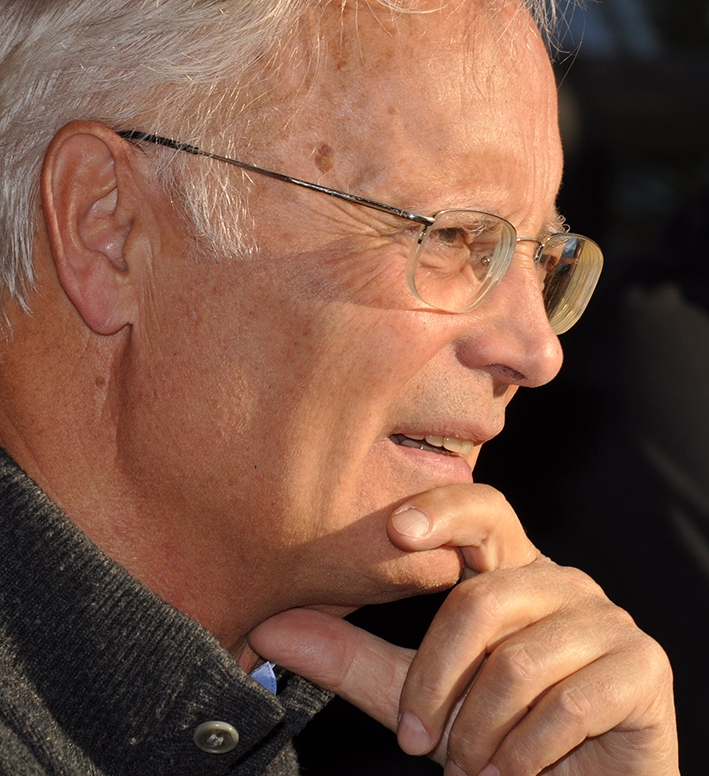
Josef Pedarnig 2010

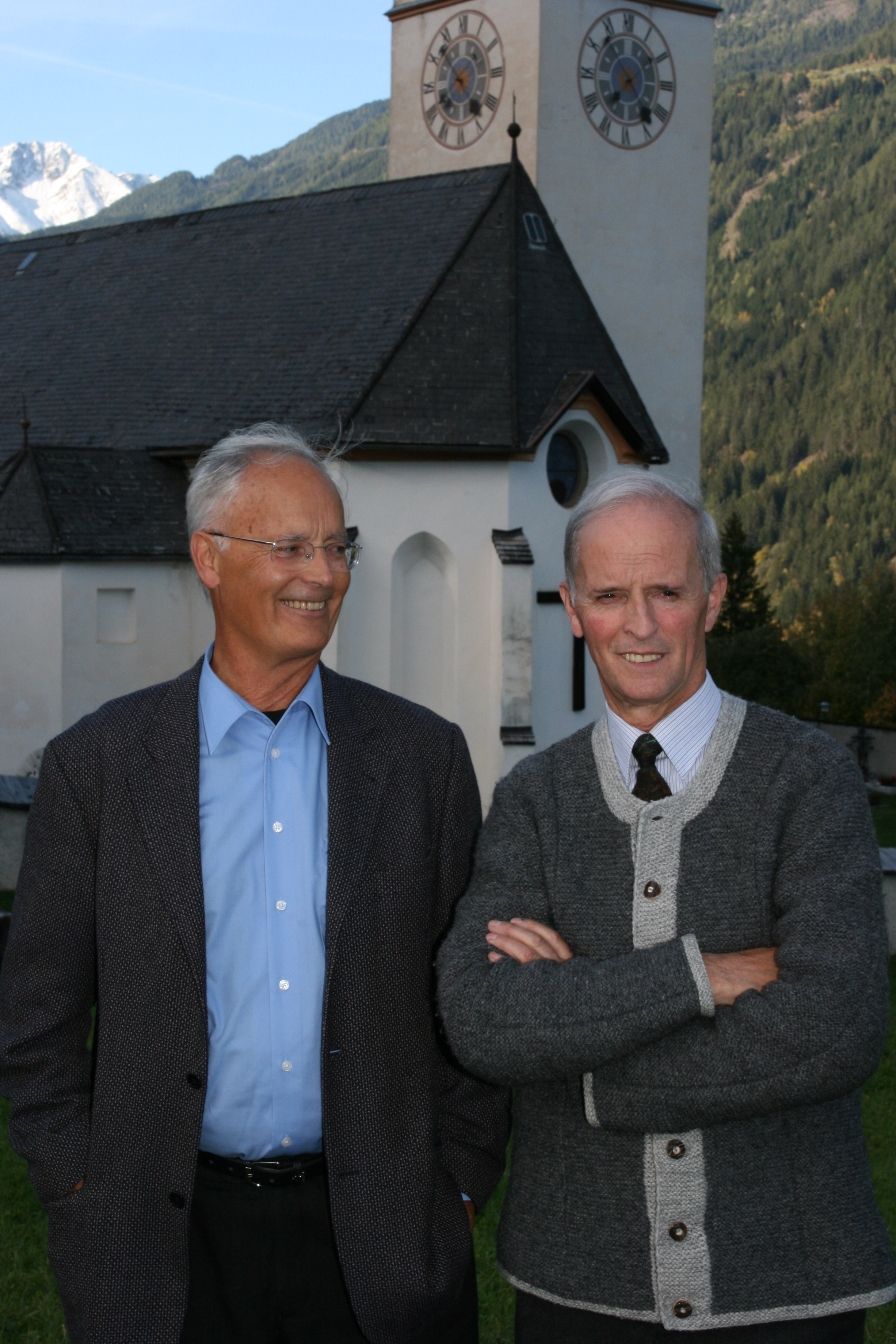
Die Brüder Josef und Florian Pedarnig 2007 vor der Pfarrkirche Schlaiten

Josef Pedarnig (* 1937 in Schlaiten, Osttirol) ist ein österreichischer Schriftsteller.

## Leben
Josef Pedarnig entstammt einer Osttiroler Bergbauernfamilie am vulgo „Kraßhof“ in Schlaiten und hatte 15 Geschwister. Er besuchte die 6-jährige Volksschule im heimatlichen Dorf Schlaiten und absolvierte das Bischöfliche Gymnasium Paulinum, das er mit der Reifeprüfung 1957 abschloss. Im Jahre 1964 promovierte er zum Doktor der Tiermedizin an der Veterinärmedizinischen Universität Wien. Von 1978 bis zu seiner Pensionierung war er Amtstierarzt in Lienz.
Josef Pedarnig schreibt und publiziert seit 1960 Dramen, Prosa und Lyrik. Zehn seiner Werke sind als Bücher erschienen. Er widmet sich einer zeitgenössisch-kritischen Literatur, die nicht unbedingt dem Mainstream entspricht und Auseinandersetzung verlangt.
Er gründete 1988 gemeinsam mit Uwe Ladstädter, Oswald Blassnig, Heli Gander und Christoph Zanon die Lienzer Wandzeitung, ein „Medium für spontane Wortkunst und literarische Alltagskultur“. Er lebt in Lienz, Osttirol.
Im Sommer 1955 entstanden die zwei Strophen und der Refrain zum Konzertmarsch „Dem Land Tirol die Treue“, die Pedarnig nach der Mäharbeit auf der Alm verfasste. Sein Bruder Florian Pedarnig komponierte die Musik und verwendete die beiden Strophen für das Trio des Marsches. Der Text entstand in der Zeit nach dem Zweiten Weltkrieg, in der die Abtrennung von Südtirol an Italien wieder besonders intensiv diskutiert wurde.

## Werke (Auszug)
- 2023 Jahrbuch österreichischer Lyrik 2022/23, hg. von Alexandra Bernhardt, Wien, 2023 (mit einigen ausgewählten Gedichten)
- 2021 YA + NEIN, Gedichte, gekelterte Prosa, Haikus, Privatdruck
- 2020 Chrysothemis Gesang, Erzählung, Privatdruck 2020
- 2020 Gedichte und Haikus, Privatdruck 2020
- 2017 Paco – Gespräch mit dem Alten, Erzählung, Paramon Verlag Wien[5]
- 2017 Absolon – eine Hommage an die Salzburger Felsenreitschule, Erzählung, Mymorawa Verlag, Wien
- 2014 36 Gedichte 1966-2013, Sammlung, Eigendruck, Lienz
- 2011 Miniaturen, Eine Sammlung aus meiner literarischen factorey, Prosa, Verlag Osttiroler Bote, Lienz
- 2009 Fassade, Erzählung, Varner Taschenbuch München
- 2006 Fällt mir ins Auge. In Stein verwandelt, Skulpuren an der Isel, Bildband mit Haikus,  Seifert Verlag Wien, vergriffen
- 2005 Der Fluss ist der Gedanke der Natur Flusslandschaft, Betrachtungen, Uranus Verlag Wien
- 1987 Eichberg – Die Begehung eines Hügels durch das Zeitalter, Dabringer Druck 1997
- 1981 AnarchistenHörspiel[6]
- 1977 Wie Mann es Macht, Hörspiel[7]
- 1955 Liedtext Dem Land Tirol die Treue (Musik Florian Pedarnig)

## Anerkennungen

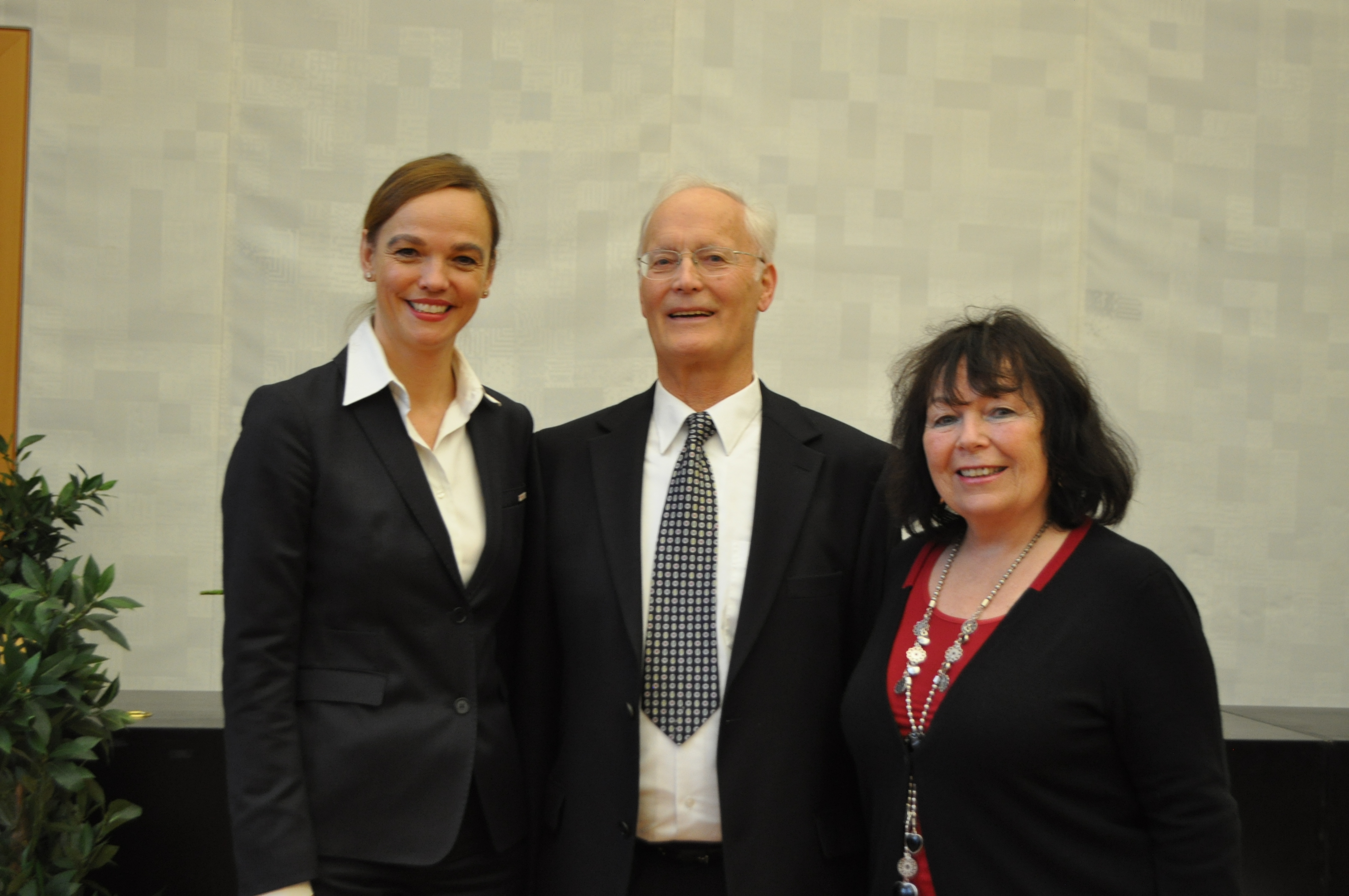
(v. l. n. r.) Rektorin Sonja Hammerschmid, Josef Pedarnig und seine Gattin Inge Pedarnig bei der Verleihung des Goldenen Doktorrates der Veterinärmedizinischen Universität Wien

- 2007 erhielt er das Verdienstkreuz des Landes Tirol.
- 2014 wird Josef Pedarnig das Goldene Doktorrat der Veterinärmedizinischen Universität Wien verliehen.